# اعترافات ضلت طريقها
اعترافات ضلت طريقها هو كتاب من مؤلفات الكاتبة رندا الشيخ وأول إصداراتها.
وقد تم نشر هذا الكتاب في 17 من أبريل عام 2013م. وتم تدشينه مساء يوم الأربعاء 17 شعبان 1434هـ الموافق 26 يونيو 2013م م في مكتبة فيرجن ميجاستور بروشانا مول في التحلية، بحضور نخبة من الكتاب والمثقفين والإعلاميين، وقد تصدّر الكتاب قائمه الكتب الأكثر مبيعاً في مكتبة فيرجن ميجاستور لشهر يونيو 2013. والكتاب الصادر عن الدار العربية للعلوم ناشرون عبارة عن مجموعة قصصية تضم 16 قصة قصيرة، مارست فيها الكاتبه البوح، ووجهت حديثها إلى القارئ قائلة: «هذا كتابي إليك، أول إصداراتي، هو البوح كله بما تعلم وما لا تعلم».
قدم للكتاب بـ (كلمة) الكاتب السعودي نجيب عبد الرحمن الزامل وقد رأى فيه «.. كتاب يستطيع أن يتباهى بأناقته وتفاؤله رغم بعض مسحاتِ حُزنٍ تمرّ عبر أفقِهِ، وتومضُ أيضاً لمحاتُ اعتزاز – ويتابع – ستودّون لو أن الصفحات تنبع قصصاً أخرى.. ولكنها ستقف، ليبقى أثرُها يسري نسيماً لطيفاً في واقعكم».
وفي كلمة للكاتب الإعلامي السياسي المستقل حمزة السقاف عن الكاتبة والكتاب، قال: «إنها كاتبة مشحونة ولعًا بالكتابة، وألقًا بالفكر الخلاق للكثير من موضوعاتها، بروح غنية بتجارب الآخرين من حولها في محيط اجتماعي زرع الثقة بالذات فيها ومجتمع معزز لهذه الثقة».